# Labu
Labu es un mukim, o provincia, en el distrito Temburong, Brunéi. Se encuentra en el norte del distrito, a orillas de la Bahía de Brunéi. Haciendo frontera con Sarawak (Malaysia) al este, Mukim Batu Apoi al sur, Mukim Bangar al sudeste y Limbang, Sarawak (Malaysia) al oeste. Mukim Labu contiene algunas islas, entre ellas: Pulau Selirong, Pulau Selanjak, Pulau Siarau y Pulau Pituat.

## Áreas y divisiones
Mukim Labu aparte de las islas, incluye las siguientes divisiones:
- Kampong Labu Estate
- Kampong Senukoh
- Kampong Piasau-Piasau
- Kampong Payau
- Kampong Ayam-Ayam

- Datos: Q2490437
- Multimedia: Mukim Labu / Q2490437